# 名古屋市立大学医学部附属東部医療センター
名古屋市立大学医学部附属東部医療センター（なごやしりつだいがくいがくぶふぞくとうぶいりょうセンター）は、愛知県名古屋市千種区若水一丁目にある公立大学法人名古屋市立大学の大学病院。厚生労働省DPC特定病院群、愛知県災害拠点病院、エイズ治療拠点病院の指定を受けている。

## 沿革
- 1890年（明治23年）3月 - 愛知県より伝染病隔離病舎を引き継ぐ[WEB 1]。
- 1901年（明治34年）7月 - 避病院として現在の千種駅東側に開設[WEB 1]。
- 1905年（明治38年）4月 - 名古屋市伝染病院に改称[WEB 1]。
- 1918年（大正7年）2月 - 名古屋市立城東病院に改称[WEB 1]。
- 1928年（昭和3年）3月 - 増改築が完成したことに伴い、収容上限が208人となる[2]。
- 1957年（昭和32年）6月 - 現在地に移転、名古屋市立東市民病院に改称[WEB 1]。
- 2008年（平成20年）4月1日 - 名古屋市立東部医療センター発足。名古屋市立東部医療センター東市民病院に改称[WEB 1]。同時に名古屋市立守山市民病院が名古屋市立東部医療センター守山市民病院に改称される。
- 2011年（平成23年）5月1日 - 名古屋市立東部医療センターに改称[WEB 1]。
- 2013年（平成25年）4月1日 - 守山市民病院が民間譲渡される。
- 2020年（令和2年）11月27日 - 建て替えにより不要となった旧病棟を転用し、COVID19対応の専用病棟を20床確保することを発表[新聞 1]。
- 2021年（令和3年）4月1日 - 西部医療センターとともに名古屋市立大学に移管され同大学の付属病院となった[1]
- 2021年（令和3年）4月1日 - 高次ウイルス感染症センター（コロナ専用病床22床）設置
- 2024年6月 - 厚生労働省DPC特定病院群に指定

## 診療科目
- 内科
- 呼吸器内科[WEB 2]
- 消化器内科[WEB 2]
- 循環器内科[WEB 2]
- 腎臓内科[WEB 2]
- 脳神経内科[WEB 2]
- 血液・腫瘍内科[WEB 2]
- 内分泌・糖尿病内科[WEB 2]
- 外科[WEB 2]
- 呼吸器外科
- 消化器外科
- 心臓血管外科[WEB 2]
- 脳神経外科[WEB 2]
- 乳腺内分泌外科
- 整形外科[WEB 2]
- 精神科[WEB 2]
- 小児科[WEB 2]
- 皮膚科[WEB 2]
- 泌尿器科[WEB 2]
- 産婦人科[WEB 2]
- 眼科[WEB 2]
- 耳鼻咽喉科[WEB 2]
- リハビリテーション科[WEB 2]
- 放射線診断科・治療科
- 病理診断科[WEB 2]
- 救急科
- 麻酔・集中治療科
- 疼痛緩和内科[WEB 2]
- 歯科口腔外科[WEB 2]
- 感染症内科[WEB 2]
- リウマチ膠原病科[WEB 2]
- 麻酔・集中治療科[WEB 2]

## 事案
2021年（令和3年）5月、急性心筋梗塞などで緊急搬送・入院していた患者に装着されていた心電図モニターの故障にスタッフが気付かず、蘇生が試みられたが同年5月14日夜に死亡が確認された。患者の遺族が同年12月に損害賠償を請求。2022年（令和4年）8月31日、訴訟外で損害賠償金を支払う和解が遺族と成立した。

## 交通アクセス
- 名古屋市営地下鉄東山線・桜通線「今池駅」より徒歩で約10分。または東山線「池下駅」より徒歩で約13分。
- 名古屋市営バス（市バス）「東部医療センター」バス停より徒歩ですぐ。バスは東山線・JR中央本線「千種駅」や東山線「池下駅」から出ている。
- 経由しない便を利用する場合、「都通二丁目」バス停より徒歩で約5分。

### WEB
1. 1 2 3 4 5 6 7  “沿革と現状”.   名古屋市立東部医療センター. 2019年7月26日閲覧。
2. 1 2 3 4 5 6 7 8 9 10 11 12 13 14 15 16 17 18 19 20 21 22 23 24 25  “診療科目”.   名古屋市立東部医療センター. 2019年7月26日閲覧。

### 新聞
1. ↑  “名古屋のコロナ病床逼迫、実質満床に　医師ら足りず”. 日本経済新聞. (2020年11月27日)

### 書籍
1. 1 2  “東部医療センター及び西部医療センターの市立大学病院化について”.   名古屋市立大学医学部附属東部医療センター. 2021年4月3日閲覧。
2. ↑  名古屋市会事務局 1964, p. 145.
3. ↑  “心電図モニター故障、心停止気づかず 80代患者が死亡 名古屋”. 毎日新聞. (2022年10月20日) 2022年10月20日閲覧。